# 吲哚瑞酯
吲哚瑞酯（英語：Indorenate，研发代号：TR-3369）是一种色胺衍生物，常作为5-HT1A、5-HT1B、5-HT2C等血清素受体的激动剂。它具有抗焦虑、降压和降食欲的作用，主要是通过激动5-HT1A受体来完成，但5-HT1B和5-HT2C也有可能起一定作用，另外一些非血清素受体也可能是它的靶标。